# Marcel Moisand
Marcel Moisand (fl. XX secolo) è stato un velista francese.
Partecipò ai giochi della II Olimpiade di Parigi nel 1900 a bordo di Ducky, con cui ottenne un quinto posto nella prima gara della classe da una a due tonnellate e un settimo posto nella seconda gara della stessa classe. Prese parte anche alla gara di classe aperta ma non la completò.